# Озерки (Промишленнівський округ)
Озе́рки (рос. Озерки) — присілок у складі Промишленнівського округу Кемеровської області, Росія.

## Населення
Населення — 560 осіб (2010; 576 у 2002).
Національний склад (станом на 2002 рік):
- росіяни — 92 %